# ألباريال دي تاجو
ألباريال دي تاجو (بالإنجليزية: Albarreal de Tajo)‏ هي بلدية ومدينة في منطقة الحكم الذاتي كاستيا-لا مانتشا وتقع في مقاطعة طليطلة في وسط إسبانيا. تبلغ مساحة هذه المدينة 42 (كم²)، ويبلغ عدد سكانها 709 نسمة حسب إحصاء المعهد الوطني الإسباني سنة 2008 م.